# کانسالیدیتید ایرکرافت
شرکت کانسالیدیتید ایرکرافت(به انگلیسی: Consolidated Aircraft) در سال ۱۹۲۳ توسط ریوبن اچ فلیت در بوفالو، نیویورک تأسیس شد. این شرکت در طول دهه‌های ۱۹۲۰ و ۱۹۳۰ به خاطر خط قایق‌های پرنده‌اش معروف شد. موفق‌ترین قایق گشتی این شرکت کانسالیدیتد پی‌بی‌وای کاتالینا بود که در طول جنگ جهانی دوم تولید شد و متفقین به‌طور گسترده از آن استفاده کردند.
در سال ۱۹۴۳، کانسالیدیتید با وولتی ایرکرافت ادغام شد و هواپیمای کانسالیدیتید-وولتی را تشکیل داد که بعدها به نام کانویر شناخته شد. شرکت فولاد کانسالیدیتید که در لس آنجلس مستقر است، ارتباطی با این شرکت ندارد.